# Gracias a la vida (песня)
Gracias a la vida (исп. — «Спасибо жизни») — песня чилийской певицы Виолеты Парра. Песня вошла в альбом Las Últimas Composiciones (1966), последний альбом Парра перед её самоубийством в 1967 году.

## Влияние
Gracias a la vida — наиболее известная песня Парра. Её называют гимном гуманизма.
В 1972 аргентинская певица Мерседес Соса записала Gracias a la vida в память о Парра. Её также исполняли такие певицы как Джоан Баэз, выпустившая одноименный альбом, Нана Мускури, Ясмин Леви, Шакира.
Финская певица Арья Сайонмаа записала финский (Miten voin kyllin kiittää) и шведский варианты (Jag vill tacka livet); последний был исполнен во время похорон Улофа Пальме в 1986 году.
В 2013 Gracias a la vida была внесена в зал славы латинской «Грэмми».

## Благотворительная версия 2010 года
27 февраля 2010 года в Чили произошло землетрясение с последующим цунами, считающееся одной из самых страшных катастроф новейшего времени. Через несколько месяцев чилийский певец Бето Куэвас представил новую версию песни Gracias a la vida, записанную при участии таких латиноамериканских звезд, как  Мигель Бозе, Майкл Бубле, Фернандо Ольвера, Хуан Луис Герра, Шакира, Хуанес, Лаура Паузини и Алехандро Санс, на студии музыкального продюсера и звукорежиссера Умберто Гатики. Вся прибыль, полученная от этой кампании пошла на помощь пострадавшим от катастрофы чилийцам.